# Claude Mellan

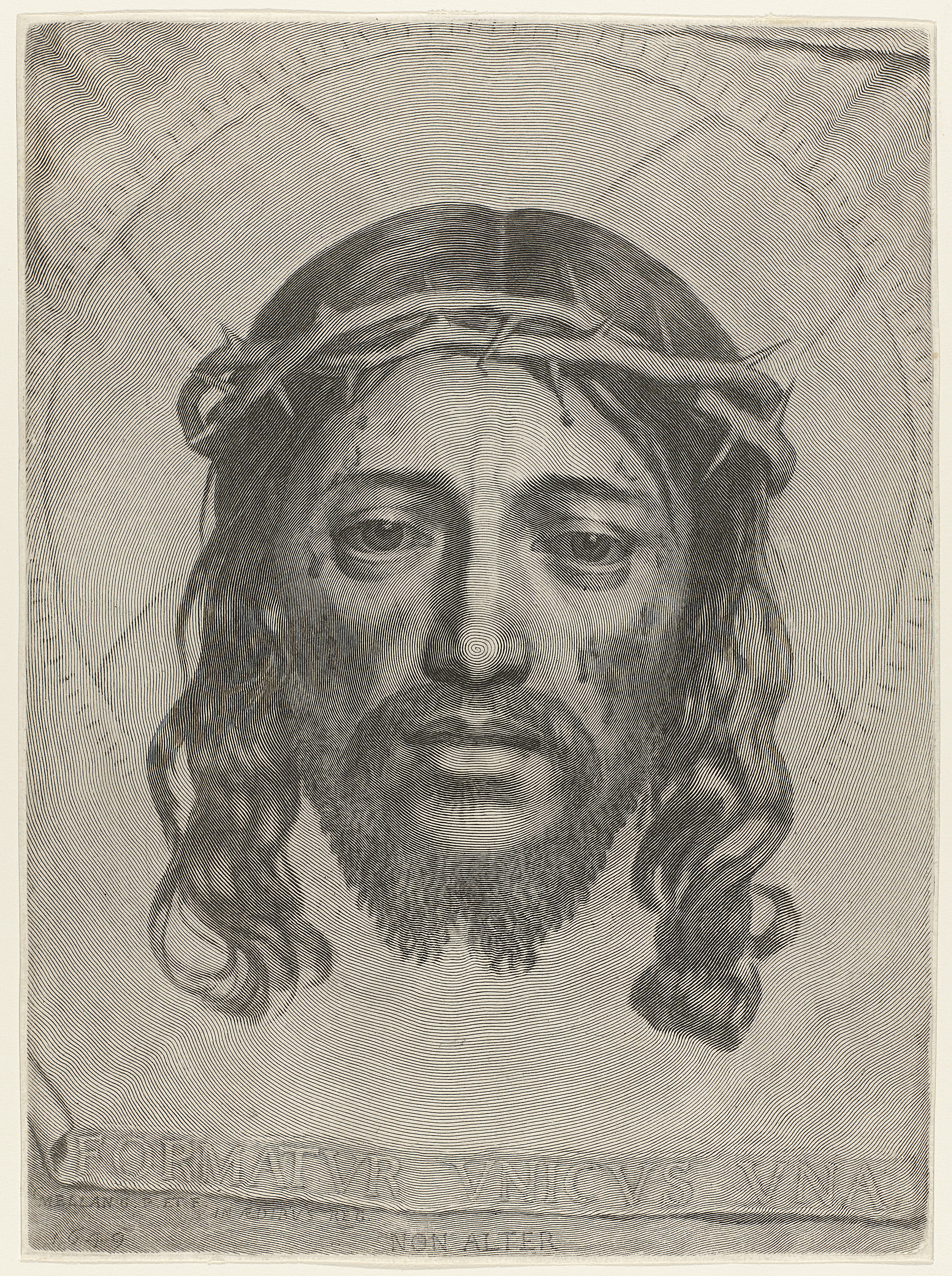
Faz de Cristo (1649), Biblioteca Nacional de Francia, París. La imagen está formada por una sola línea continua, que comienza en la punta de la nariz de Cristo

Claude Mellan (Abbeville, 23 de mayo de 1598-París, 9 de septiembre de 1688) fue un pintor y grabador francés. 

## Biografía
Se formó en París, tras lo cual vivió en Roma entre 1624 y 1636. A su regreso trabajó en el taller de Simon Vouet, así como en la Imprenta Real, y fue nombrado grabador del rey.
Destacó sobre todo como grabador a buril, en cuya obra se denota la influencia de Jacques Callot y Hendrik Goltzius. Se especializó en la reproducción de obras de artistas famosos de su tiempo, como Simon Vouet, Nicolas Poussin y Gian Lorenzo Bernini. En sus estampas de madurez mostró gran virtuosismo técnico, con la novedad de que obtenía claroscuros solo variando el espesor de las líneas, sin entrecruzarlas y sin añadir sombreados mediante otras técnicas. Su obra más famosa es una Faz de Cristo (1649, Biblioteca Nacional de Francia, París), que elaboró formando una sola línea continua en espiral que comienza en la punta de la nariz de Cristo.
De su producción gráfica destacan los retratos (Richelieu, Mazarino, Luis XIV), así como los temas bíblicos (Crucifixión, 1647; Natividad, 1662), blasones y frontispicios (Poesías de Urbano VIII, 1642).
No se conserva ninguna pintura suya, aunque consta que realizó un Sansón y Dalila, un San Juan Bautista en el desierto y una Magdalena. Se le atribuyen sin mucho fundamento un José interpretando los sueños que se conserva en la Galería Borghese de Roma y una Herodías del Museo Fabre de Montpellier.
Entre sus dibujos destacan los retratos, la mayoría de busto, como Pierre Dupré y Simon Vouet.